# Et l'amour s'en va
Singles de Joe Dassin
À toi
(1977) Dans les yeux d'Émilie
(1977)
Et l'amour s'en va est une chanson de Joe Dassin. Elle est sortie en 1977 en single sur CBS avec Le château de sable sur l'autre face. C'est l'adaptation française du titre Gran Premio du groupe italien Albatros composée par Toto Cutugno et Vito Pallavicini en 1977, et adaptée par Michele Vasseur et Claude Lemesle,.
Elle s'est écoulée à plus de 200 000 exemplaires en France et a aussi fait l'objet d'une reprise en espagnol sous le titre El amor se va.

## Liste des pistes
Single 45 tours (CBS 5291)
1. Et l'amour s'en va (3:40)
2. Le château de sable (3:12)

## Classements
| Classement (1977)                      | Meilleure position |
| -------------------------------------- | ------------------ |
| Argentine                              | 6                  |
| Canada                                 | 43                 |
| Belgique (Flandre Ultratop 50 Singles) | 29                 |
| France (IFOP)                          | 8                  |